# Калинина (Белыничский район)
Калинина — посёлок в составе Головчинского сельсовета Белыничского района Могилёвской области Белоруссии.

## Географическое положение
Ближайшие населённые пункты: Красный Пахарь, Отрядное, Малый Трилесин, Старое Ляда.